# باركامب

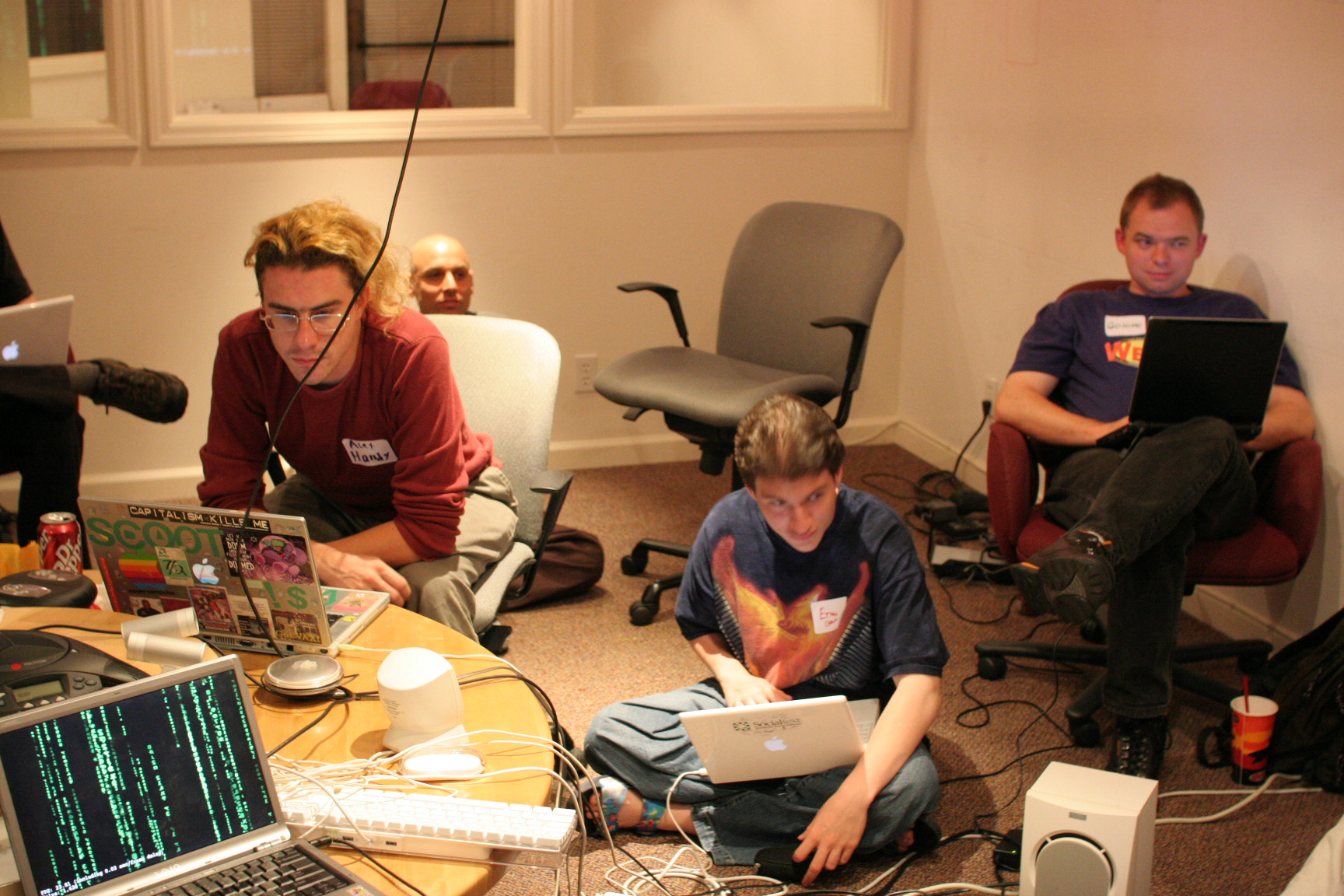

باركامب، (بالإنجليزية: BarCamp)‏ هي شبكة دولية من المؤتمرات التي يولدها المستخدمون أنفسهم (أي لامؤتمرات) تركز أساسا حول التكنولوجيا وشبكة الإنترنت. هي ورش مفتوحة للكل بحيث يقوم المشاركون بتحديد مضمونها بأنفسهم. في المراحل الأولى، ركزت فعاليات الباركمب على تطبيقات الويب في ثلاث مجالات: تكنولوجيا المصدر المفتوح البرمجية الاجتماعية، وتنسيقات البيانات المفتوحة.
كما تم استخدام نفس الأسلوب في مجموعة متنوعة من المواضيع الأخرى، بما في ذلك وسائل النقل العامة، والرعاية الصحية، والتعليم، والتنظيم السياسي. كما في صناعات محددة مثل الخدمات المصرفية والعقارات وسائل الاعلام الاجتماعية.

## سوابق تاريخية

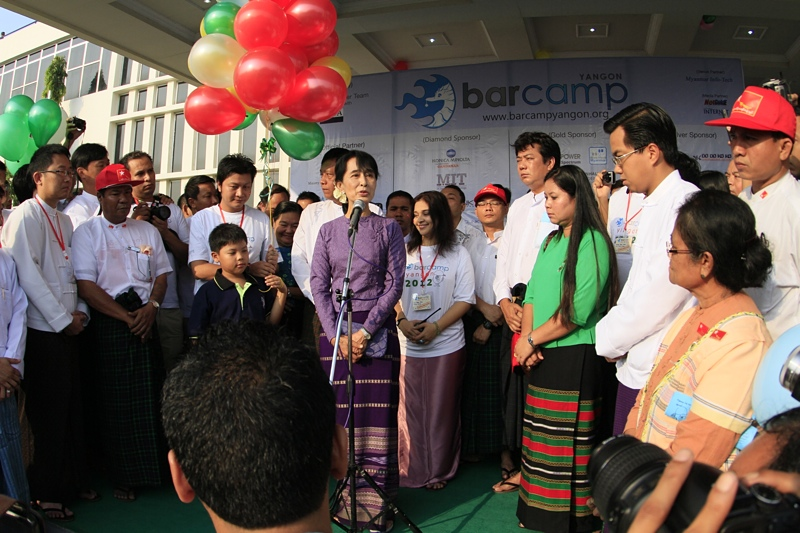
أيقونة الديمقراطية في ميانمار أونغ سان سو كي تلقي خطابا خلال حفل افتتاح BarCamp Yangon 2012

هذا النوع من المؤتمرات ذاتية التنظيم تشبه ممفهوم تكنولوجيا الفضاء المفتوح، ولو بشكل مبسط. وتتعلق أيضا اجتماعات الهاكرز الأوروبيين وخاصة المقربين من لفوضويين والذاتيين والمستقلة والتي نشطت في التسعينيات من القرن العشرين في ما يعرف بمنطقة الحكم الذاتي المؤقت (بالإنجليزية: Temporary Autonomous Zone)‏ وأماكن أخرى. ومع ذلك، لا ترتبط الباركامب بأي دوافع سياسية بل في الواقع تركز تماما على صناعة تكنولوجيا المعلومات والاتصالات بشكل رئيسي. وكانت تحصل على دعم ورعاية الشركات الكبرى بشكل عام.

## باركامب عربية
أقامت دبي أول مؤتمر باركامب عربي في مايو 2009 على مدار يوم واحد، خبراء قطاع التكنولوجيا بهدف تبادل المعارف والخبرات من خلال جلسات النقاش، وتحليل التطورات الجديدة كلٌ في مجال اختصاصه. وقد تناول المؤتمر مناقشة عدد من المواضيع بما في ذلك المشاريع الناشئة البسيطة جداً وكيفية الاستفادة من الوسائل التقنية الأخرى بما في ذلك تطبيق مفهوم «الحوسبة الإلكترونية» ضمن المؤسسات، وطرق استخدام العملية الرقمية والتقنيات المرتبطة في حل مشاكل الحياة الواقعية من خلال الاعتماد على الفضاء الافتراضي.
وفي أبريل 2012، أقيم باركامب في بيروت بعنوان «المال والأعمال» حول موضوع الاستفادة المادية من المحتوى الإعلامي، وكيف تستطيع الشركات الناشئة أن تستفيد من الاتجاهات والفرص الجديدة لتحقيق الأرباح وإنشاء قنوات للعائدات المادية.